# Riverwoods
Riverwoods és una vila dels Estats Units a l'estat d'Illinois. Segons el cens del 2000 tenia 3.843 habitants.

## Demografia
Segons el cens del 2000, Riverwoods tenia 3.843 habitants, 1.261 habitatges, i 1.118 famílies. La densitat de població era de 371,9 habitants/km².
Dels 1.261 habitatges en un 42,1% hi vivien nens de menys de 18 anys, en un 82,8% hi vivien parelles casades, en un 4,2% dones solteres, i en un 11,3% no eren unitats familiars. En el 9,8% dels habitatges hi vivien persones soles el 3,8% de les quals corresponia a persones de 65 anys o més que vivien soles. El nombre mitjà de persones vivint en cada habitatge era de 2,93 i el nombre mitjà de persones que vivien en cada família era de 3,13.
Per edats la població es repartia de la següent manera: un 27,8% tenia menys de 18 anys, un 4,1% entre 18 i 24, un 21,8% entre 25 i 44, un 33,1% de 45 a 60 i un 13,1% 65 anys o més.
L'edat mediana era de 43 anys. Per cada 100 dones de 18 o més anys hi havia 93,9 homes.
Entorn de l'1,8% de les famílies i el 3,2% de la població estaven per davall del llindar de pobresa.

## Poblacions properes
El següent diagrama mostra les poblacions més properes.